# Fairey Fox
Файри Фокс (англ. Fairey Fox) — британский разведчик, лёгкий бомбардировщик, двухместный истребитель, биплан с неубирающимся шасси. Создан в КБ фирмы Fairey Aviation под руководством Марселя Лобеля. Первый полет опытный самолет совершил 3 января 1925 года. Серийное производство развернуто в июне 1926 года на заводе Fairey в Хэйси. В апреле 1933 года производство перенесено на завод дочерней фирмы «Авионс Фэйри» в Госселье, Бельгия. Производство прекратилось в мае 1939 года. Всего выпущено 230 экземпляров. Самолет состоял на вооружении британских королевских ВВС с августа 1926 года, на вооружении бельгийских ВВС с января 1932 года. В Великобритании «Фокс» снят с вооружения в начале 1930 годов. На вооружении ВВС Бельгии стоял до Второй мировой войны. С сентября 1939 по май 1940 года прошли модернизацию с установкой закрытых фонарей кабин.

## Создание
В конце 20-х годов Fairey Aviation разработала для ВВС Великобритании двухместный бомбардировщик Fox, со скоростью выше, чем у современных истребителей. Бельгийские Военно-воздушные силы заинтересовались данным самолетом. В результате в Бельгии организовали лицензионное производство истребительного варианта Avions Fairey — Fox IIM, оснащенного двигателем Kestrel мощностью 480 л. с. Первые 31 экземпляр поступили на вооружение ВВС Бельгии в 1933 г.

## Модификации
Fox I
Лёгкий бомбардировщик смешанной конструкции для Королевских ВВС. Двигатель Curtiss D-12 450 л.с. / 338 кВт, также известен как Fairey Felix). Построено 25, включая прототип.
Fox IA
Fox I с двигателем Rolls-Royce Kestrel (490 л.с. / 366 кВт). Построено 3 и 8 переделано.
Fox IIM
Лёгкий бомбардировщик с силовым набором из металла; двигатель Rolls-Royce Kestrel IB (480 л.с. 358 кВт). 1 прототип .
Fox II
Серийная модификация IIM для Бельгии. Двигатель Kestrel IIS (S — Supercharger, нагнетатель). 12 построено компанией Fairey в Британии, и ещё 31 по лицензии её бельгийским филиалом Avions Fairey в Госли (включая 2 Fox IIS с дублированным управлением).
Fox III
Обозначение британского демонстрационного образца с двигателем Kestrel (позже переименован в Fox IV) и бельгийских учебных самолётов с дублированным управлением (также именовались Fox Trainer) с двигателем Armstrong Siddeley Serval (360 л.с.  / 270 кВт).
Fox IIIS
Fox Trainer с установленным Kestrel IIMS. Ещё 5 выпущены Avions Fairey.
Fox III
Двигатель Kestrel IIS, 2 пулемёта Browning. 13 произведено в Госли .
Fox IIIC
(C — Combat) – разведчик-бомбардировщик для Бельгии с двигателем Kestrel IIS, подкрыльевыми креплениями для бомб, двух пулемётов и закрытой кабиной. 48 построены в бельгии, включая 1 учебный Fox Mk IIICS с дублированным управлением. На последних машинах этого типа устанавливался двигатель Kestrel V (600 л.с. / 448 кВт).
Fox IV
Британский демонстрационного образца (ранее Fox III).
Fox IV
Переделка Fox II с двигателем Hispano-Suiza 12Ybrs. Первый полёт 31 января 1934 года .
Fox IV
Британский поплавковый гидросамолёт (также Fox Floatplane). 6 выпущены для ВВС Перу для участия в войне с Колумбией 1933 года, но к моменту доставки (октябрь того же года), война уже закончилась. Позже, со снятыми поплавками, они использовались в патрульных миссиях времён войны с Эквадором (1941 год).
Fox VIR
Разведывательная модификация с двигателем Hispano-Suiza 12Ydrs (860 л.с. / 642 кВт). 24 построены для Бельгии и 2 для Швейцарии.
Fox VIC
Двухместный истребитель. Построено 52.
Fox VII
Одноместная истребительная модификация Fox Mk.VIR (он же Mono-Fox или Kangourou  Места под установку 6 пулемётов. Построено 2, один переделан обратно по типу Fox VI standard, а другой был личным самолётом Вилли Коппенса. В одной из статей того периода, написанной на основе информации от компании Fairey, утверждалось даже, что Fox VII якобы был «летающим фортом» и был вооружён 4 пулеметами и пушкой!
Fox VIII
Последняя серийная модификация, заказанная из-за возросшей напряжённости в международных отношениях 1938 года. Подобна типу VI, но с трёхлопастными пропеллерами и местом для 4 подкрыльевых пушек. Построено 12, последний — 25 мая 1939 года.

## Тактико-технические характеристики (Fairey Fox VIR)
Источник:War Planes of the Second World War: Volume Seven Bombers and Reconnaissance Aircraft
Технические характеристики
- Экипаж: 2 человека
- Длина: 9,37 м
- Размах крыла: 11,56 м
- Высота: 3,52 м
- Площадь крыла: 33,6 м²
- Нормальная взлётная масса: 1 324 кг
- Максимальная взлётная масса: 2 345 кг
- Силовая установка: 1 × Hispano-Suiza 12Ybrs
- Мощность двигателей: 1 × 860 лс (1 × 640 кВт)
- Воздушный винт: двухлопастный фиксированного шага

Лётные характеристики
- Максимальная скорость: 360 км/ч
- Боевой радиус: 1 020 км
- Практический потолок: 10 000 м

Вооружение
- Стрелково-пушечное: 2x  фиксированных пулемёта у пилота, и 1x в задней кабине
- Бомбы: 100 кг (220 фунтов) бомб.

## Эксплуатанты
Великобритания
- ВВС Великобритании: эскадрилья № 12.

 Бельгия
- ВВС Бельгии

 Перу
- ВВС Перу
- ВМС Перу

 Швейцария
- ВВС Швейцарии – два самолёта, купленных для оценки машины.[17]

## Интересные факты
В 1933-35 годах Рэймонд Парер и Джофф Хемсуорт на Fox I G-ACXO участвовали в Авиагонке на приз Макробертсона — перелёте из Англии в Австралию. Хотя формально они сошли с дистанции ещё в Париже, тем не менее, 13 февраля 1935 года их самолёт достиг Мельбурна.